# Mała Kopa (Góry Opawskie)
Mała Kopa (cz. Nad Petrovou chatou) – szczyt (góra) o wysokości 772 m n.p.m. (podawana jest też wysokość 771 m n.p.m.) w paśmie Gór Opawskich (czes. Zlatohorská vrchovina), w północno-wschodnich Czechach, w Sudetach Wschodnich, na Śląsku, oddalony o około 330 m na południowy zachód od przełęczy Petrovy boudy.

## Charakterystyka
Góra jest położona w środkowej części pasma na grzbiecie odchodzącym od Biskupiej Kopy (czes. Biskupská kupa) w kierunku południowym, około 2,8 km na południowy wschód od miejscowości Zlaté Hory. Nazwa góry pochodzi od drewnianych szałasów (chat pasterskich), które w przeszłości znajdowały się na północno-wschodnim stoku poniżej szczytu. Wyrasta od północnego stoku góry Větrná, od którego oddzielona jest przełęczą, położoną na wysokości 757 m n.p.m. Od północy przez przełęcz Petrovy boudy graniczy z Biskupią Kopą, od której oddalona jest o około 1,9 km. 
Góra charakteryzuje się wyniosłym kształtem, regularną rzeźbą oraz stromymi stokami, które wyraźnie wydzielają wykształcone górskie doliny: od zachodu doliną Złotego Potoku (czes. Zlatý potok) i od wschodu doliną potoku Osobłogi (czes. Osoblaha).
Pod względem geologicznym góra zbudowana jest ze skał osadowych pochodzenia morskiego, głównie piaskowców, mułowców z otoczakami oraz łupków fyllitowych. Stoki góry pokrywa niewielka warstwa młodszych osadów z okresu zlodowaceń plejstoceńskich. W odległości około 350 m na północny zachód od szczytu, na wysokości około 730 m n.p.m., znajdują się niewielkie, sterczące skaliska. Z uwagi na znaczne zalesienie szczyt nie jest punktem widokowym. Ograniczona panorama na Biskupią Kopę rozciąga się z przecinki prowadzącej z przełęczy Petrovy boudy w kierunku szczytu.
Cała powierzchnia góry, łącznie z partią szczytową, oprócz niewielkiej polany i szerokiej przecinki leśnej na północno-wschodnim stoku, porośnięta jest lasem świerkowym regla dolnego ze znaczną domieszką drzew liściastych. Stoki są pokryte siecią ścieżek i dróg leśnych. Wschodnim stokiem trawersuje droga nr 457 na trasie Zlaté Hory – Osoblaha. Drogę zbudowano pod koniec lat czterdziestych XIX wieku, w okresie kryzysu ekonomicznego. W przeszłości nazwano ją „drogą głodu” (niem. Hungerstrasse). Droga umożliwiła dogodną przeprawę przez Góry Opawskie, łącząc miejscowości związane z wydobyciem złota i srebra oraz ich przerobem, a rozmieszczone po wschodniej i zachodniej stronie masywu górskiego. Przez szczyt przebiega granica administracyjna między Krajem ołomunieckim i Krajem morawsko-śląskim. Położenie góry oraz jej kształt czynią ją rozpoznawalną od strony zachodniej, a od strony wschodniej i północnej jest słabo widoczna. Stokiem zachodnim o nazwie Na Úbočí przechodzi linia przesyłowa prądu o napięciu 22 kV.

## Turystyka
Dojście na szczyt następuje ścieżką odchodzącą z przełęczy Petrovy boudy lub od jedynego szlaku turystycznego biegnącego na trasie:
  przełęcz Petrovy boudy – góra Mała Kopa – szczyt Větrná – szczyt Macov – szczyt Dlouhá stráň – szczyt Kutný vrch – szczyt Solná hora – szczyt Supí hřbet – góra Na Valštejně – góra Kraví hora – góra Jivina – góra Na Malém Valštejně – góra Mesíční hora – góra Dubí – Město Albrechtice.
W okresach ośnieżenia wzdłuż szlaku turystycznego przebiega trasa narciarstwa biegowego. 
Na północno-wschodnim stoku, leśną przecinką z przełęczy Petrovy boudy poprowadzono 350 metrową trasę narciarstwa zjazdowego. W przeszłości towarzyszył jej wyciąg narciarski, lecz ze względu na bezpieczeństwo został on zdemontowany.